# NGC 5534
NGC 5534 é uma galáxia espiral barrada (SBab) localizada na direcção da constelação de Virgo. Possui uma declinação de -07° 25' 01" e uma ascensão recta de 14 horas, 17 minutos e 40,3 segundos.
A galáxia NGC 5534 foi descoberta em 17 de Maio de 1881 por Édouard Jean-Marie Stephan.